# Cypress (Califórnia)
Cypress é uma cidade localizada no estado americano da Califórnia, no Condado de Orange. Foi incorporada em 24 de julho de 1956.

## Geografia
De acordo com o United States Census Bureau, a cidade tem uma área de 17,1 km², onde 17 km² estão cobertos por terra e 0,03 km² por água.

### Localidades na vizinhança
O diagrama seguinte representa as localidades num raio de 8 km ao redor de Cypress. 

## Demografia
Segundo o censo nacional de 2010, a sua população é de 47 802 habitantes e sua densidade populacional é de 2 804,93 hab/km². Possui 16 068 residências, que resulta em uma densidade de 942,84 residências/km².